# Новосёловка (Старооскольский городской округ)
Новосёловка — село в Старооскольском городском округе Белгородской области. Входит в Песчанскую сельскую территорию. Расстояние до г. Старый Оскол - 6 км.

## История
Новоселовка была основана выходцами из Казацкой пригородней слободы Старого Оскола. В июле 1928 г. Новоселовку включили в Песчанский сельсовет Старооскольского района, к 1932 г. там проживало 308 жителей.
В 1950-е гг. Новоселовка находилась в Казацком сельсовете Старооскольского района Белгородской области, в 1970-е вернулась в Песчанский сельсовет. В январе 1979 г. в селе Новоселовка было 368 жителей, через десять лет осталось 217. В 1997 г. Новоселовка насчитывала 97 домовладений и 197 жителей.

## Население
| 2002 | 2010 |
| ---- | ---- |
| 175  | ↗241 |